# Tongue (R.E.M.)
Tongue è un brano della band statunitense R.E.M.. La canzone è il quinto singolo estratto dal nono album della band Monster (1994).

## Tracce

### UK/DE CD Single
1. "Tongue" – 4:08
2. "What's the Frequency, Kenneth?" (Live) – 4:04
3. "Bang and Blame" (Live) – 4:52
4. "I Don't Sleep, I Dream" (Live) – 3:48

### 7" US Single
1. "Tongue" (Album version) – 4:09
2. "Tongue" (Live) – 4:34

### 7" and Cassette UK Single
1. "Tongue" (Album version) – 4:09
2. "Tongue" (Instrumental version) – 4:09

## Classifiche
| Classifica (1995) | Posizione massima |
| ----------------- | ----------------- |
| Finlandia         | 19                |
| Irlanda           | 12                |
| Italia            | 25                |
| Regno Unito       | 13                |